# Hermenegildo Galeana, Campeche
Hermenegildo Galeana är en ort i Mexiko.   Den ligger i kommunen Calakmul och delstaten Campeche, i den östra delen av landet, 1 000 km öster om huvudstaden Mexico City. Hermenegildo Galeana ligger 192 meter över havet och antalet invånare är 126.
Terrängen runt Hermenegildo Galeana är platt. Runt Hermenegildo Galeana är det mycket glesbefolkat, med 2 invånare per kvadratkilometer. Närmaste större samhälle är La Virgencita de la Candelaria, 10,2 km nordväst om Hermenegildo Galeana. I omgivningarna runt Hermenegildo Galeana växer i huvudsak städsegrön lövskog.